# Maxomys
A Maxomys az emlősök (Mammalia) osztályának a rágcsálók (Rodentia) rendjébe, ezen belül az egérfélék (Muridae) családjába tartozó nem.

## Rendszerezés
A nembe az alábbi 17 faj tartozik:
- Maxomys alticola Thomas, 1888
- Maxomys baeodon Thomas, 1894
- Maxomys bartelsii Jentink, 1910 - típusfaj
- Maxomys dollmani Ellerman, 1941
- Maxomys hellwaldii Jentink, 1878
- Maxomys hylomyoides Robinson & Kloss, 1916
- Maxomys inas Bonhote, 1906
- Maxomys inflatus Robinson & Kloss, 1916
- Maxomys moi Robinson & Kloss, 1922
- Maxomys musschenbroekii Jentink, 1878
- Maxomys ochraceiventer Thomas, 1894
- Maxomys pagensis Miller, 1903
- Maxomys panglima Robinson, 1921
- Maxomys rajah Thomas, 1894
- Maxomys surifer Miller, 1900
- Maxomys wattsi Musser, 1991
- Maxomys whiteheadi Thomas, 1894